# Carlos Vinícius
Carlos Vinícius Alves Morais, född 25 mars 1995, är en brasiliansk fotbollsspelare som spelar för Fulham.

## Karriär
Den 20 juli 2019 värvades Carlos Vinícius av Benfica, där han skrev på ett femårskontrakt. Den 2 oktober 2020 lånades Carlos Vinícius ut till engelska Tottenham Hotspur på ett låneavtal över säsongen 2020/2021.
Den 31 augusti 2021 lånades Carlos Vinícius ut till PSV Eindhoven på ett tvåårigt låneavtal. Låneavtalet avbröts i förtid och den 1 september 2022 skrev han på ett treårskontrakt med option på ytterligare ett år med Fulham. Den 2 februari 2024 lånades Carlos Vinícius ut till turkiska Galatasaray på ett låneavtal över resten av säsongen 2023/2024.